# Фут, Джуди
Джуди Фут (англ. Judy Foote; род. 23 июня 1952, Гранд-Банк, Ньюфаундленд и Лабрадор) — политический и государственный деятель Канады. С 3 мая 2018 года занимает должность лейтенант-губернатор Ньюфаундленда и Лабрадора (провинция присоединилась к Канадской конфедерации в 1949 году). Стала первой женщиной в истории на этой должности.
До своего назначения вице-представителем королевы Елизаветы II в Ньюфаундленда и Лабрадора она была членом парламента от Либеральной партии от Бонависта—Бурин—Тринити (2015—2017) и в Рандом—Бурин—Сент-Джордж (2008—2015). С 2015 года была федеральным министром государственных услуг и закупок до отставки по семейным обстоятельствам 24 августа 2017 года.

## Ранний период жизни
Родилась 23 июня 1952 года в Гранд-Бэнке, Ньюфаундленд и Лабрадор. Была руководителем отдела по связям Мемориального университета Ньюфаундленд до того, как начала заниматься политикой.

## Политическая карьера
Занимала пост директора по связям при премьере Ньюфаундленде и Лабрадоре Клайдом Уэллсом. С 1996 по 2007 год была депутатом от Либеральной партии в Доме собраний Ньюфаундленда и Лабрадора от избирательного округа Гранд-Бэнка.
С 1996 по 1997 год работала в кабинете министров провинции в должности министра развития и восстановления сельских районов, а с 1997 по 1998 год — в должности министра промышленности, торговли и технологии, а с 1998 по 2000 год и с 2001 по 2003 год — министром образования. В феврале 2003 года стала министром промышленности, торговли и развития сельских районов Ньюфаундленда в ходе перестановки в кабинете. Была переизбрана в должности 43 голосами после того, как пересчёт уменьшил её первоначальное лидерство с 50 голосами на всеобщих выборах в Ньюфаундленде и Лабрадоре в октябре 2003 года.
В 2007 году покинула Дом собрания после того, как она выиграла от Либеральной партии в округе Рандом-Бурин-Сент-Джордж у бывшего министра правительства Ньюфаундленда Оливера Лэнгдона и бизнесмена Роджера Джеймисона за право баллотироваться на федеральных выборах 2008 года. Затем была избрана в Палату общин Канады в 2008 году, сменив депутата-либерала Билла Мэтьюса. В 2009 году, наряду с другими пятью депутатами-либералами от Ньюфаундленда, проголосовала против принятия федерального бюджета Канады на 2009 год, потому что он противоречил обещаниям, данным провинции в Атлантическом соглашении 1985 года.
В сентябре 2010 года стала заместителем лидера Либеральной партии, после того, как была переизбрана на федеральных выборах 2011 года и до парламентских выборов 2015 года.

### Министр государственных услуг и закупок
После победы либералов в 2015 году стала работать на должности министра государственных услуг и закупок. Получила самый высокий процент голосов среди всех кандидатов по всей стране на выборах 2015 года, набрав почти 82 % голосов. В Палате общин сидела рядом с Джастином Трюдо во время пребывания Либеральной партии в правительстве. В мае 2016 года выступила рядом с премьером Дуайтом Боллом и объявила, что федеральное правительство предоставит взаймы 250 млн долларов для провинции и будет оказана дополнительная федеральная помощь.
В 2016 году была ответственной за надзор по внедрению платежной системы «Phoenix». У этой системы были серьёзные проблемы с недоплатой и переплатой, и оппозиционная Новая демократическая партия предложила, чтобы Джуди Фут взял на себя больше ответственности за эти проблемы. 24 августа 2017 года, после отпуска по личным причинам с апреля 2017 года, она объявила, что уходит в отставку из федерального кабинета министров и занимает место в должности члена парламента, так как узнала, что у неё есть ген, вызывающий рак BRCA2, и что он был передан детям. Тем не менее, она сказала, что в то время у неё не было рака, и её дети были здоровы.

### Лейтенант-губернатор
20 марта 2018 года премьер-министр Джастин Трюдо объявил о назначении лейтенант-губернатором в Ньюфаундленде и Лабрадоре Джуди Фута, чтобы сменить Фрэнка Фэгана. Стала первой женщиной на этом посту и была приведена к присяге 3 мая 2018 года.

## Личная жизнь
В 2000 году у Джуди Фут был диагностирован рак молочной железы, когда она была членом Палаты собрания округа Гранд-Бэнк, прошла необходимые процедуры и лечение. В июне 2014 года объявила, что борется с раком молочной железы во второй раз